# Bartramia prabaktiana
Bartramia prabaktiana är en bladmossart som beskrevs av Frans François Dozy och Molkenboer in Zollinger 1854. Bartramia prabaktiana ingår i släktet äppelmossor, och familjen Bartramiaceae. Inga underarter finns listade i Catalogue of Life.